# Lichnanthe albipilosa
Lichnanthe albipilosa is een keversoort uit de familie Glaphyridae. De wetenschappelijke naam van de soort is voor het eerst geldig gepubliceerd in 1980 door Carlson.